# أبلق أسود الأذن

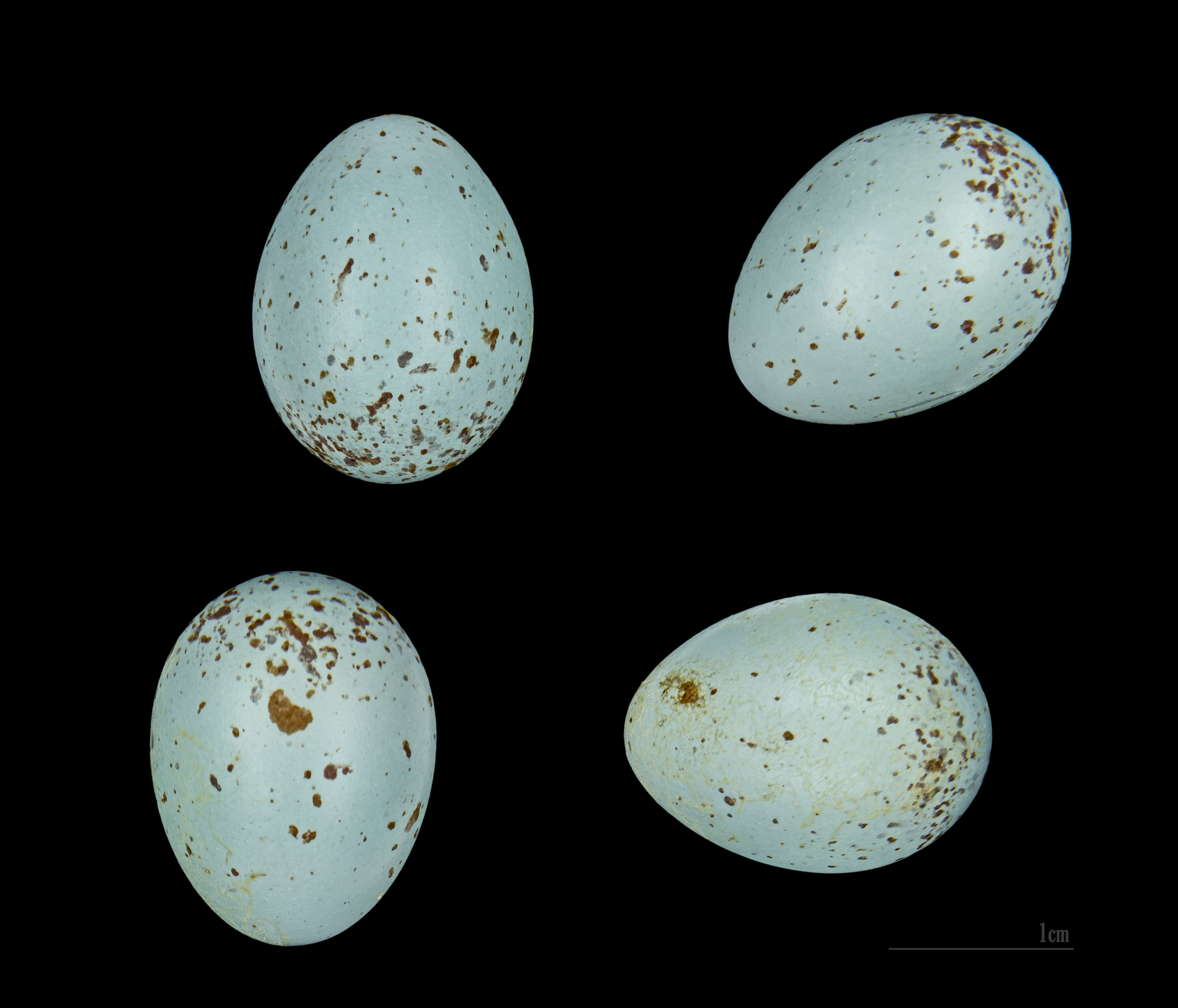
Oenanthe hispanica

أبلق أسود الأذن أو أبلق الأندلس أو أبلق إسباني أو أبو بليق إسباني (الاسم العلمي: Oenanthe hispanica) (بالإنجليزية: Black-eared Wheatear)‏ هو نوع من الطيور يتبع جنس الأبلق ينتمي إلى صائدة الذباب (فصيلة: Muscicapidae). يتغذى على الحشرات ويبدأ موسم التكاثر في شهر إبريل حيث تضع الأنثى من 4-5 بيضات، بينما تحضن البيض لمدة 13-14 يوماً.

## الوصف
تكون لون الحنجرة وكذلك جانبي الرأس ذات لون أسود وكذلك الأجنحة ، بينما يكون لون البطن أبيضا وحجمه 13،5-15،5 سم (5.6 بوصة).

## الإنتشار
ينتشر في شرق البحر الأبيض المتوسط ويهاجر شتاءً إلى السودان.